# Andorra beim Eurovision Song Contest
Teilnehmende Rundfunkanstalt

Erste Teilnahme
2004
Bisher letzte Teilnahme
2009
Anzahl der Teilnahmen
6 (Stand 2009)
Höchste Platzierung
12 (2007 SF)
Höchste Punktzahl
80 (2007 SF)
Niedrigste Punktzahl
8 (2006 SF, 2009 SF)
Punkteschnitt (seit erstem Beitrag)
25,17 (Stand 2009)
Punkteschnitt pro abstimmendem Land im 12-Punkte-System
0,65 (Stand 2009)
Dieser Artikel befasst sich mit der Geschichte Andorras als Teilnehmer am Eurovision Song Contest.

## Regelmäßigkeit der Teilnahme und Erfolge im Wettbewerb

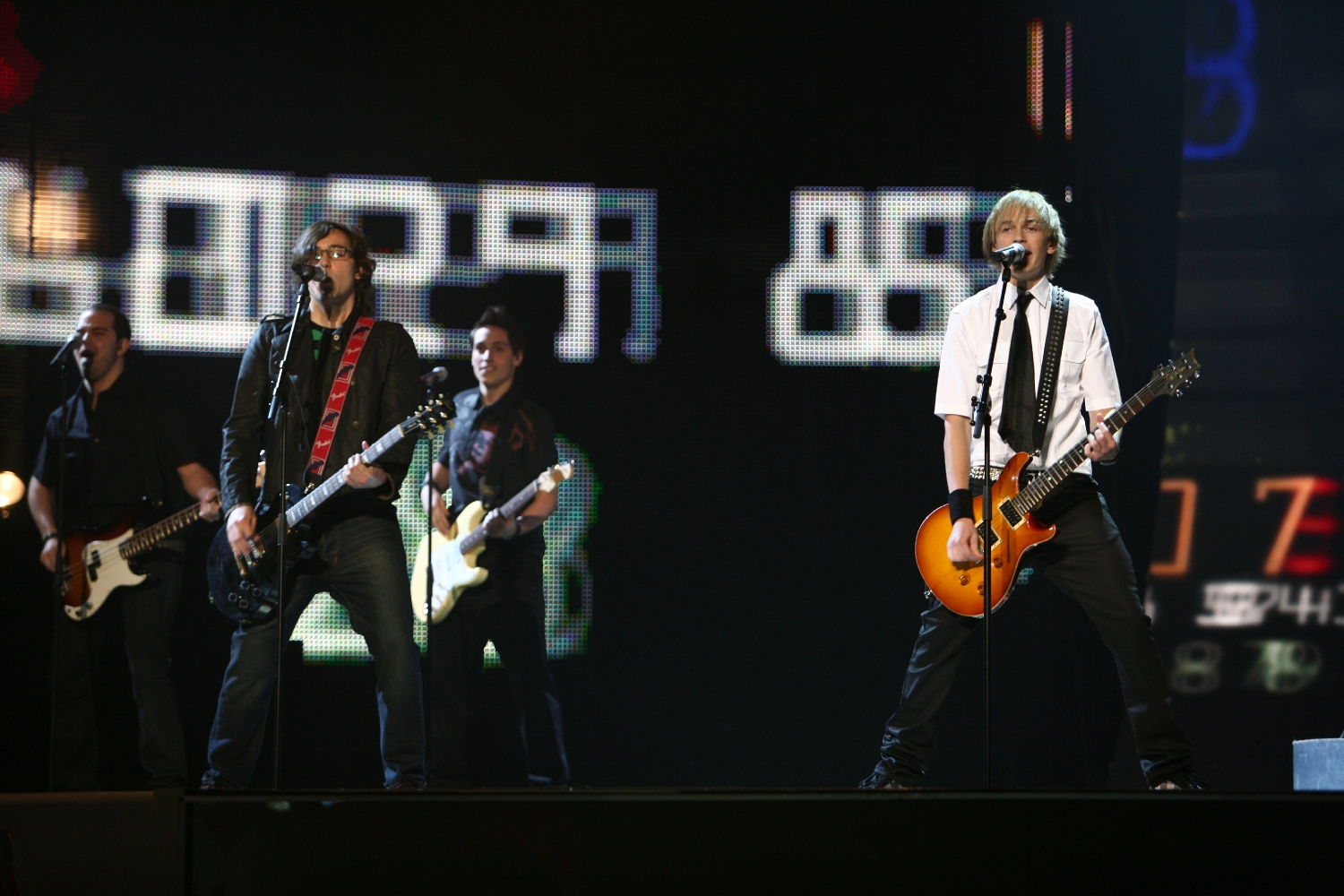
Anonymous holten 2007 die bisher beste Platzierung des Landes

Andorra nahm erstmals 2004 an dem Wettbewerb teil. Das Debüt war allerdings wenig erfolgreich. So landete das Lied Jugarem a estimar-nos nur auf Platz 18 von 22 Beiträgen im Halbfinale. 2005 erreichte das Land dort dann nur den drittletzten Platz. 2006 kam Jenny dann im Halbfinale auf den letzten Platz, was die schlechteste Platzierung des Landes darstellt. 2007 scheiterte Andorra mit Platz 12 zum ersten Mal nur knapp an der Finalqualifikation, was bis heute die beste Platzierung des Landes ist. Mit Platz 15 und Platz 16 erreichte das Land 2008 und 2009 wieder nur das Tabellenende des Halbfinals. Mit Ausnahme von 2007 kam Andorra somit immer unter die letzten fünf.
2010 zog sich das Land dann aus finanziellen Gründen vom Wettbewerb zurück. Ende 2011 kündigte der andorranische Rundfunk Ràdio i Televisió d’Andorra (RTVA) deswegen ebenfalls an, aus der Europäischen Rundfunkunion (EBU) austreten zu wollen, womit das Land die Teilnahmeberechtigung verloren hätte. Dieser Plan wurde jedoch nach einem Treffen zwischen der Generaldirektorin der EBU, Ingrid Deltenre, und dem andorranischen Ministerpräsidenten Antoni Martí Petit im Jahre 2012 nicht weiter verfolgt. RTVA bleibt daher weiterhin EBU-Mitglied und somit grundsätzlich teilnahmefähig.
Am 19. Mai 2018 gab RTVA bekannt, dass für die weitere Zukunft eine Rückkehr weiterhin ausgeschlossen wird. Grund für die Nicht-Teilnahme seien weiterhin die hohen Kosten. Im November 2019 erklärte dann die Regierungspartei Andorras, Demòcrates per Andorra, dass Ràdio i Televisió d’Andorra (RTVA) zum Wettbewerb zurückkehren werde, wenn eine finanzielle Unterstützung gegeben sei. Am 17. Mai 2020 gab RTVA dann aber bekannt, dass Andorra auch 2021 nicht zum ESC zurückkehren werde. Der Grund dafür ist, dass sich der Sender RTVA bereits vor Jahren gegen eine Rückkehr entschieden hat, die auf Grundlage des Parlaments getroffen wird. Am 20. Mai 2020 gab dann die Sängerin Susanne Georgi, die das Land zuletzt 2009 vertrat, bekannt, dass sie einen Sponsoren gefunden hat, der die Teilnahmekosten übernehmen würde. Bereits im Oktober 2019 präsentierte Georgi ihre Pläne dem Regierungschef von Andorra Xavier Espot Zamora und dem RTVA Generaldirektor Xavier Mujal. Für ihre Pläne gab es ebenfalls Unterstützung von der Band Anonymous, die Andorra beim Eurovision Song Contest 2007 vertraten. Am 1. August 2020 gab Georgi gegenüber der Eurovision-Fanseite Wiwibloggs bekannt, dass das Land 2021 noch nicht zurückkehren werde. Allerdings hatte die Sängerin Gespräche mit den Verantwortlichen der Rundfunkanstalt RTVA und die seien positiv gelaufen. Laut Georgi plane RTVA aber eine Rückkehr zum Wettbewerb 2022, da die Rundfunkanstalt erst teilnehmen möchte, wenn die COVID-19-Pandemie vollständig vorüber ist. Ansonsten ist ihnen das Risiko einer Absage wegen der COVID-19-Pandemie zu hoch. Ebenfalls arbeitet Georgi daran, dass ein Vertrag geschlossen wird, der besagt, dass Andorra mindestens drei Jahre mithilfe des Sponsors fest teilnehmen werde. Allerdings verwies Georgi auch darauf, dass noch nichts offizielles vorliege zu einer Rückkehr, aber sie die mündliche Bestätigung einer Rückkehr 2022 erhalten hat.
Insgesamt erreichte Andorra bisher also noch nie das Finale, womit sie das einzige Land im Wettbewerb darstellen, das noch nie am Finale des Eurovision Song Contests teilnahm. Mit einem letzten Platz und auch sonst nur schlechteren Platzierungen zählt Andorra zu den erfolglosesten Ländern im Wettbewerb.

## Liste der Beiträge
Farblegende:
– 1. Platz. 
– 2. Platz. 
– 3. Platz. 
– Punktgleichheit mit dem letzten Platz.
– ausgeschieden im Halbfinale/in der Qualifikation/im osteuropäischen Vorentscheid.
– keine Teilnahme/nicht qualifiziert.
| Jahr      | Interpret                | Titel Musik (M) und Text (T) | Sprache                  | Übersetzung                             | Finale                   | Finale                   | Halbfinale/ Qualifikation | Halbfinale/ Qualifikation | Nationaler Vorentscheid  |
| Jahr      | Interpret                | Titel Musik (M) und Text (T) | Sprache                  | Übersetzung                             | Platz                    | Punkte                   | Platz                     | Punkte                    | Nationaler Vorentscheid  |
| --------- | ------------------------ | --- | ------------------------ | --------------------------------------- | ------------------------ | ------------------------ | ------------------------- | ------------------------- | ------------------------ |
| 2004      | Marta Roure              | Jugarem a estimar-nos M/T: Jofre Bardagí | Katalanisch              | Wir werden spielen, dass wir uns lieben | Ausgeschieden            | Ausgeschieden            | 18 / 22                   | 12                        | 12 punts                 |
| 2005      | Marian van de Wal        | La mirada interior M: Rafael Artesero Herrero; T: Rafael Artesero Herrero, Rafael Fernández, Daniel Aragay | Katalanisch              | Der Blick ins Innere                    | Ausgeschieden            | Ausgeschieden            | 23 / 25                   | 27                        | Desitja’m Sort           |
| 2006      | Jenny                    | Sense tu M/T: Rafael Artesero Herrero, Joan Antoni Rechi | Katalanisch              | Ohne dich                               | Ausgeschieden            | Ausgeschieden            | 23 / 23                   | 8                         | interne Auswahl          |
| 2007      | Anonymous                | Salvem el món M/T: Niki Francesca, Alejandro Martínez, Guillem Gallego | Katalanisch, Englisch    | Retten wir die Welt                     | Ausgeschieden            | Ausgeschieden            | 12 / 28                   | 80                        | interne Auswahl          |
| 2008      | Gisela                   | Casanova M/T: Jordi Cubino | Englisch, Katalanisch    | Casanova                                | Ausgeschieden            | Ausgeschieden            | 15 / 19                   | 16                        | interne Auswahl          |
| 2009      | Susanne Georgi           | La Teva Decisió (Get A Life) M: Susanne Georgi, Rune Braager, Lene Dissing, Pernille Georgi, Marcus Winter-John; T: Susanne Georgi, Rune Braager, Lene Dissing, Pernille Georgi, Marcus Winter-John, Josep Roca | Katalanisch, Englisch    | Deine Entscheidung                      | Ausgeschieden            | Ausgeschieden            | 15 / 18                   | 8                         | Passaport a Moscou       |
| seit 2010 | Auf Teilnahme verzichtet | Auf Teilnahme verzichtet | Auf Teilnahme verzichtet | Auf Teilnahme verzichtet                | Auf Teilnahme verzichtet | Auf Teilnahme verzichtet | Auf Teilnahme verzichtet  | Auf Teilnahme verzichtet  | Auf Teilnahme verzichtet |

## Nationale Vorentscheide
Der erste andorranische Beitrag wurde 2004 in einer sich über neun Runden erstreckenden Vorentscheidung namens 12 punts aus insgesamt 12 Liedern ausgewählt: In den ersten sechs Wochen stellten die zuvor intern ausgewählten Sänger Bis a Bis und Marta Roure je einen Titel vor, von denen sich jeweils der beste für die Halbfinalrunden qualifizierte. In den zwei Halbfinals wurden je drei der sechs Titel vorgestellt, davon jeweils einer von Marta Roure und einer von Bis a Bis sowie der dritte von beiden zusammen; der jeweils beste Titel schaffte es ins Finale, in dem die zwei Lieder von beiden gesungen wurden. Marta Roure wurde in einer getrennten Abstimmung als Siegerin gewählt. 2005 wurde erst die Interpretin intern von einer Jury bestimmt und danach ihr Lied aus drei Vorschlägen in einer öffentlichen Vorentscheidung namens Desitja’m Sort ausgewählt. 2006 wurden Interpretin und Lied intern ausgewählt und in der Sendung Alguna cosa batega vorgestellt, ebenso 2007. Auch 2008 entschied sich der Fernsehsender für eine interne Qualifikation, bereits im Dezember 2007 wurden die Sängerin und der Liedtitel bekannt gegeben, ebenso wurde ein Ausschnitt des Liedes im Internet veröffentlicht.
Nach den weiterhin schlechten Ergebnissen entschloss sich RTVA 2009 wieder für einen Vorentscheid. Er trug den Titel Passaport a Moscou. Es traten drei Titel gegeneinander an, und eine Mischung aus Jury- und Televoting bestimmte den Sieger.

## Sprachen
Die ersten drei Beiträge Andorras wurden komplett auf Katalanisch vorgestellt. Diese Sprache wurde zuvor nie auf der Song-Contest-Bühne verwendet, obwohl der spanische Beitrag 1968 ursprünglich auf Katalanisch gesungen werden sollte, was aber unter Francisco Francos Regime nicht zugelassen wurde. 2007 wurde gemischt auf Englisch und Katalanisch gesungen. 2008 wurde der Beitrag Casanova erstmals fast ausschließlich auf Englisch gesungen, lediglich sechs Wörter waren auf Katalanisch. 2009 sang Susanne Georgi die Strophen von La teva decisió auf Katalanisch, der Refrain war auf Englisch. In der ursprünglichen Version des Liedes war dies noch anders, die Strophen waren Katalanisch, nur die letzten Zeilen des Refrains waren Englisch.

## Kommentatoren und Punktesprecher
| Jahr      | Kommentator              | Co-Kommentator           | Punktesprecher           |
| --------- | ------------------------ | ------------------------ | ------------------------ |
| 2003      | Meri Picart              | Albert Roig              | Keine Teilnahme          |
| 2004      | Meri Picart              | Josep Lluís Trabal       | Pati Molné               |
| 2005      | Meri Picart              | Josep Lluís Trabal       | Ruth Gumbau              |
| 2006      | Meri Picart              | Josep Lluís Trabal       | Xavi Palma               |
| 2007      | Meri Picart              | Josep Lluís Trabal       | Marian van de Wal        |
| 2008      | Meri Picart              | Josep Lluís Trabal       | Alfred Llahí             |
| 2009      | Meri Picart              | Kein Co-Kommentator      | Brigits García           |
| seit 2010 | Auf Teilnahme verzichtet | Auf Teilnahme verzichtet | Auf Teilnahme verzichtet |

## Punktevergabe
Folgende Länder erhielten die meisten Punkte von oder vergaben die meisten Punkte an Andorra (Stand: 2009):
| Die meisten im Finale vergebenen Punkte | Die meisten im Finale vergebenen Punkte | Die meisten im Finale vergebenen Punkte |
| Platz                                   | Land                                    | Punkte                                  |
| --------------------------------------- | --------------------------------------- | --------------------------------------- |
| 1                                       | Spanien                                 | 60                                      |
| 2                                       | Ukraine                                 | 33                                      |
| 3                                       | Frankreich                              | 26                                      |
| 4                                       | Finnland                                | 21                                      |
| 4                                       | Griechenland                            | 21                                      |

| Die meisten im Finale erhaltenen Punkte | Die meisten im Finale erhaltenen Punkte | Die meisten im Finale erhaltenen Punkte |
| Platz                                   | Land                                    | Punkte                                  |
| --------------------------------------- | --------------------------------------- | --------------------------------------- |
| bisher keine Finalteilnahme             |                                         |                                         |

| Die meisten insgesamt vergebenen Punkte | Die meisten insgesamt vergebenen Punkte | Die meisten insgesamt vergebenen Punkte |
| Platz                                   | Land                                    | Punkte                                  |
| --------------------------------------- | --------------------------------------- | --------------------------------------- |
| 1                                       | Portugal                                | 64                                      |
| 2                                       | Spanien                                 | 60                                      |
| 3                                       | Finnland                                | 49                                      |
| 3                                       | Ukraine                                 | 49                                      |
| 5                                       | Israel                                  | 45                                      |

| Die meisten insgesamt erhaltenen Punkte | Die meisten insgesamt erhaltenen Punkte | Die meisten insgesamt erhaltenen Punkte |
| Platz                                   | Land                                    | Punkte                                  |
| --------------------------------------- | --------------------------------------- | --------------------------------------- |
| 1                                       | Spanien                                 | 54                                      |
| 2                                       | Portugal                                | 10                                      |
| 3                                       | Estland                                 | 08                                      |
| 4                                       | Niederlande                             | 07                                      |
| 4                                       | Polen                                   | 07                                      |
| 4                                       | Tschechien                              | 07                                      |

### Vergaben der Höchstwertung
Seit dem Debüt 2004 vergab Andorra die Höchstpunktzahl an zwei verschiedene Länder, davon fünfmal an Spanien. Im Halbfinale dagegen vergab Andorra die Höchstpunktzahl an drei verschiedene Länder, davon viermal an Portugal.
| Höchstwertung (Finale) | Höchstwertung (Finale)   | Höchstwertung (Finale)   |
| Jahr                   | Land                     | Platz (Finale)           |
| ---------------------- | ------------------------ | ------------------------ |
| 2004                   | Spanien                  | 10                       |
| 2005                   | Spanien                  | 21                       |
| 2006                   | Spanien                  | 21                       |
| 2007                   | Ukraine                  | 2                        |
| 2008                   | Spanien                  | 16                       |
| 2009                   | Spanien                  | 24                       |
| seit 2010              | Auf Teilnahme verzichtet | Auf Teilnahme verzichtet |

| Höchstwertung (Halbfinale) | Höchstwertung (Halbfinale) | Höchstwertung (Halbfinale) |
| Jahr                       | Land                       | Platz (Halbfinale)         |
| -------------------------- | -------------------------- | -------------------------- |
| 2004                       | Portugal                   | 15                         |
| 2005                       | Israel                     | 7                          |
| 2006                       | Portugal                   | 19                         |
| 2007                       | Portugal                   | 11                         |
| 2008                       | Finnland                   | 8                          |
| 2009                       | Portugal                   | 8                          |
| seit 2010                  | Auf Teilnahme verzichtet   | Auf Teilnahme verzichtet   |

## Verschiedenes
- Andorra ist das einzige Land, das sich nie für das Finale qualifizierte.
- Außergewöhnlich ist das Abstimmverhältnis zwischen Andorra und seinem Nachbarland Spanien. In den Jahren 2004 und 2006 erhielt Andorra nur Punkte aus Spanien (zwölf bzw. acht).[15][16] Im Gegenzug vergab Andorra in jedem Jahr seiner Teilnahme mit Ausnahme von 2007 im Finale seine Höchstwertung an Spanien. 2007 bestimmte eine Fachjury anstatt des Televotings das Ergebnis, und Spanien erhielt keine Punkte. Durchschnittlich hat Andorra also sowohl die meisten Punkte an Spanien vergeben als auch erhalten (10 bzw. 10,8)[17]

## Impressionen

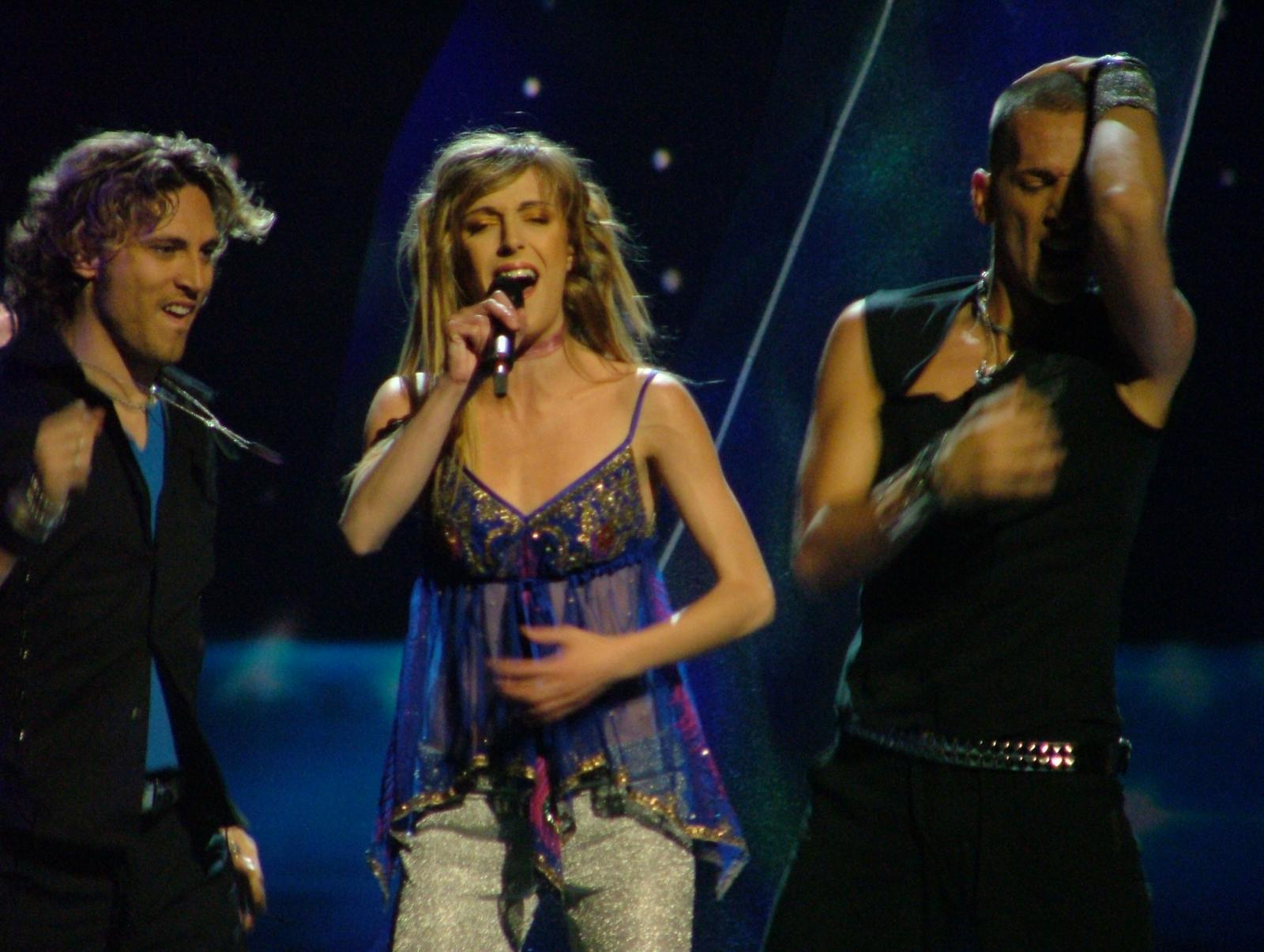
Marta Roure 2004
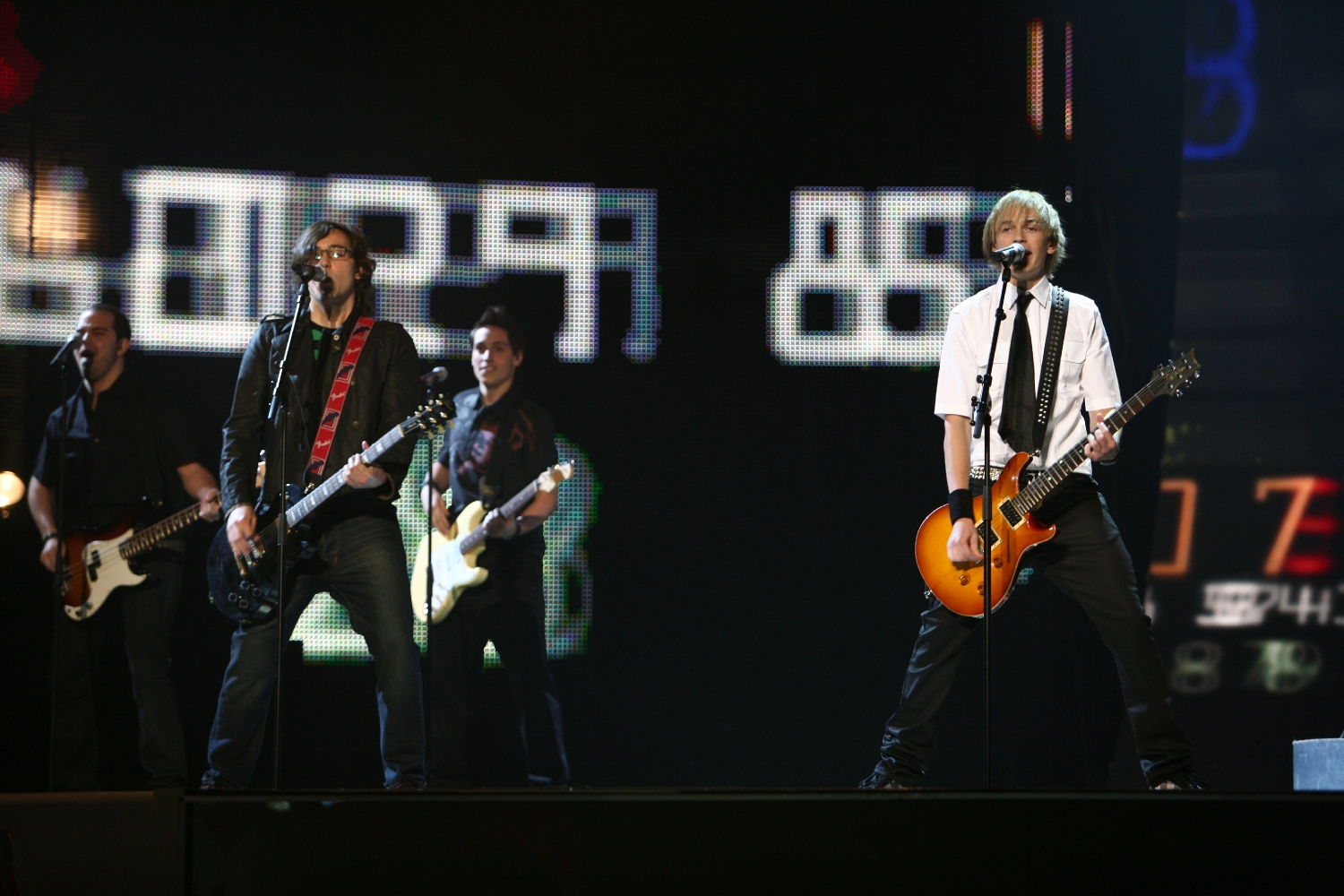
Anonymous 2007
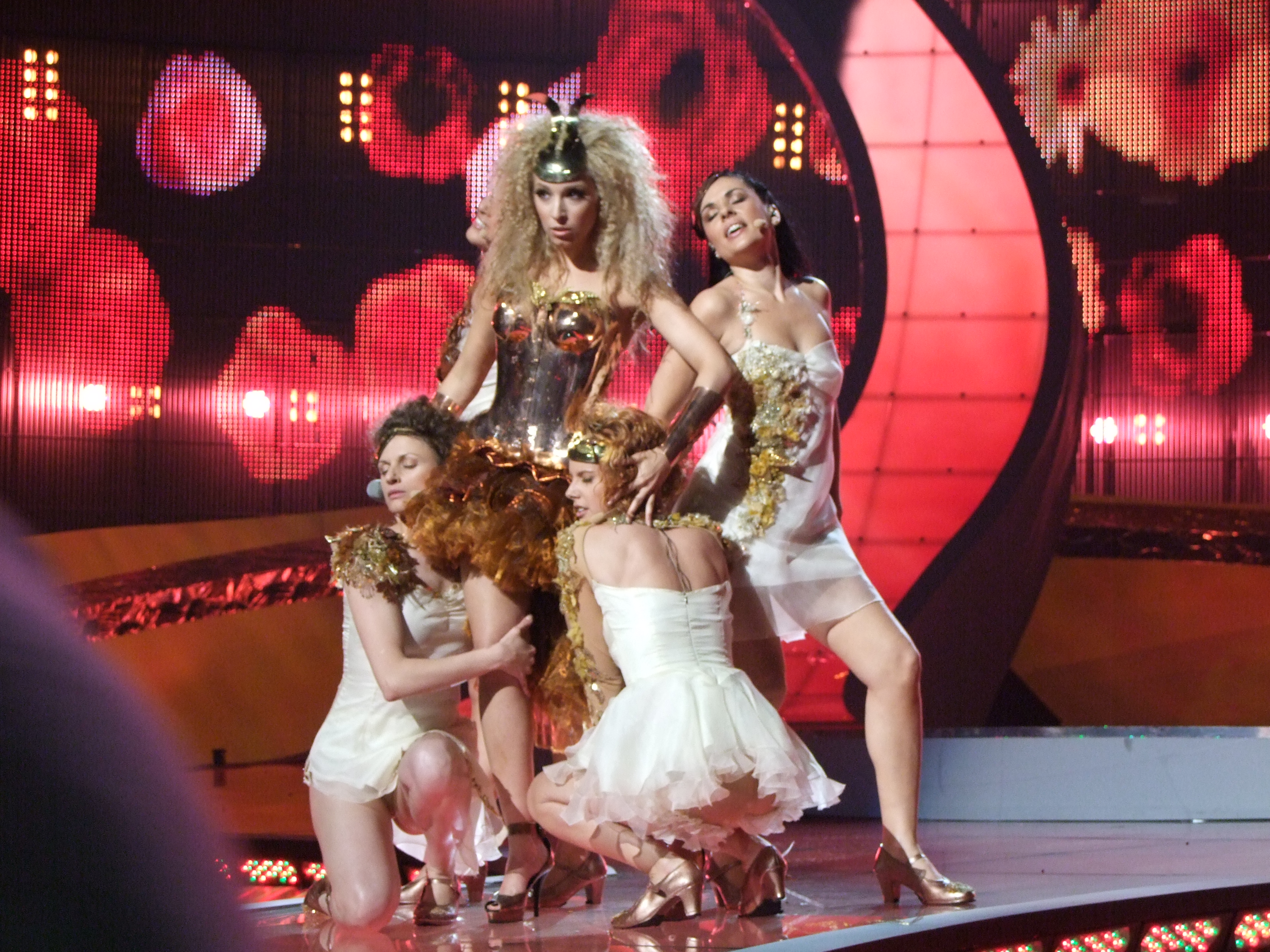
Gisela 2008
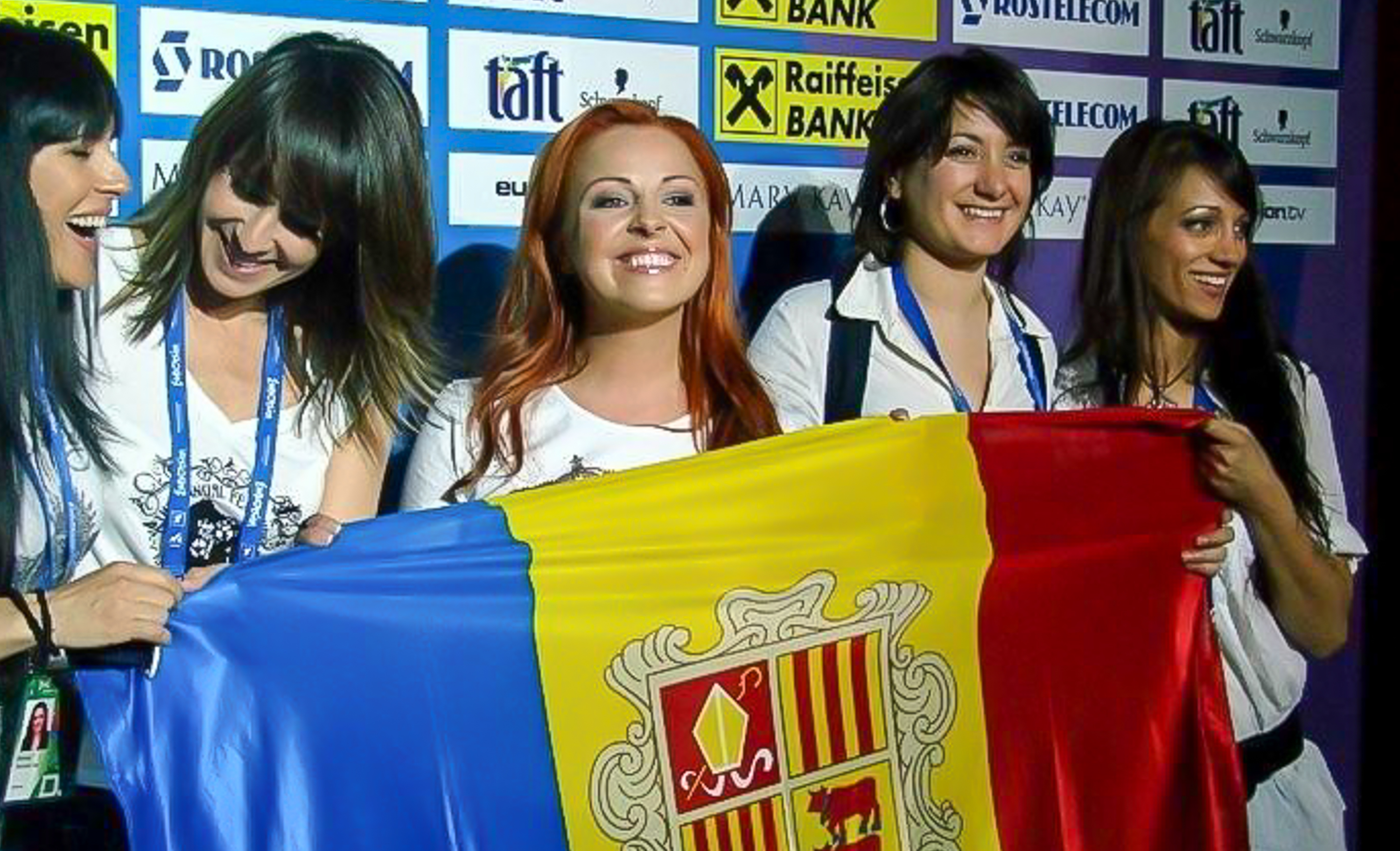
Susanne Georgi 2009